# L'os Yogi
L'os Yogi (títol original en anglès: Yogi Bear) és una pel·lícula de 2010 dirigida per Eric Brevig, adaptació cinematogràfica de la sèrie animada de Hanna-Barbera El show de l'os Yogi. La pel·lícula combina animació per ordinador i imatge real i fou exhibida amb tecnologia 3D. L'obra ha estat doblada i subtitulada al català.
El 17 de desembre de 2010 es va estrenar als Estats Units gràcies a la distribuïdora Warner Bros. i va esdevenir la primera pel·lícula de Hanna-Barbera que no va comptar amb l'assistència de William Hanna ni Joseph Barbera, que van morir el 2001 i el 2006, respectivament. Amb Donald De Line, Karen Rosenfelt i Tim Coddington com a productors, el rodatge va començar el novembre de 2009. Dan Aykroyd va protagonitzar el film posant veu a l'os Yogi, mentre el cantant Justin Timberlake va fer el mateix amb el seu company Boo Boo. La cinta va ser precedida per un curtmetratge en tres dimensions del Coiot i el Correcamins anomenat "Rabid Rider". La pel·lícula es va filmar a Nova Zelanda, a la ciutat d'Auckland i a la reserva natural de Whakamaru, ubicada a l'altiplà central de l'Illa Nord.

## Argument
L'os Yogi i l'os Boo Boo viuen a gust al parc de Jellystone i passen bona part del temps gaudint d'allò que els agrada més: fer la murga als visitants de parc pispant-los-hi la cistella del pícnic, tot i les advertències dels guardes del parc. Un bon dia, la Rachel, es presenta al parc amb el desig de filmar els animals que més li fascinen: els ossos com el Yogi i el Boo Boo que són capaços de parlar. Ara bé, cap dels presents es pot imaginar el greu perill que corre el parc ja que el batlle Brown i la resta del govern municipal vol enriquir-se amb la venda dels drets d'explotació forestal.

## Repartiment
- Dan Aykroyd com a veu de l'os Yogi[3]
- Justin Timberlake com a veu l'os Boo-Boo[3]
- Tom Cavanagh com a Ranger Smith[5]
- Anna Faris com a Rachel Johnson[5]
- T.J. Miller com a Ranger Jones[6][7]
- Andrew Daly com al batlle corrupte R. Brown[5][8]
- Nate Corddry com a assistent del batlle Brown[8]
- Josh Robert Thompson com a veu del narrador